# Dekanat Obernburg
Das Dekanat Obernburg ist eines von 20 Dekanaten im römisch-katholischen Bistum Würzburg.
Es umfasst den ehemaligen Landkreis Obernburg am Main und einige Gemeinden aus dem (Nordosten) des Altlandkreises Miltenberg, heute Landkreis Miltenberg. Es grenzt im Osten an das Dekanat Aschaffenburg-Ost, im Süden an das Dekanat Miltenberg, im Westen an das Bistum Mainz und im Norden an das Dekanat Aschaffenburg-West und Dekanat Aschaffenburg-Stadt.
Achtzehn Pfarrgemeinden und vier Kuratien haben sich bis 2010 zu neun Pfarreiengemeinschaften zusammengeschlossen. Die Pfarreien St. Laurentius Sommerau mit der Filiale Mariä Heimsuchung Hobbach und St. Nikolaus Wörth am Main bleiben Einzelpfarreien.
Dekan ist Markus Lang, koordinierender Pfarrer der Pfarreiengemeinschaft Christi Himmelfahrt, Kleinwallstadt. Verwaltungssitz ist Kleinwallstadt.

## Gliederung
Sortiert nach Pfarreiengemeinschaften werden die Pfarreien genannt, alle zu einer Pfarrei gehörigen Exposituren, Benefizien und Filialen werden nach der jeweiligen Pfarrei aufgezählt, danach folgen Kapellen, Klöster und Wallfahrtskirchen. Weiterhin werden auch die Einzelpfarreien am Ende aufgelistet.

### Pfarreiengemeinschaften

#### Pfarreiengemeinschaft Lumen Christi entlang der Mömling (Obernburg)
- Pfarrei St. Peter und Paul Obernburg am Main mit St.-Anna-Kapelle
- Pfarrei St. Johannes der Täufer Eisenbach
- Pfarrei Corpus Domini und St. Martin Mömlingen

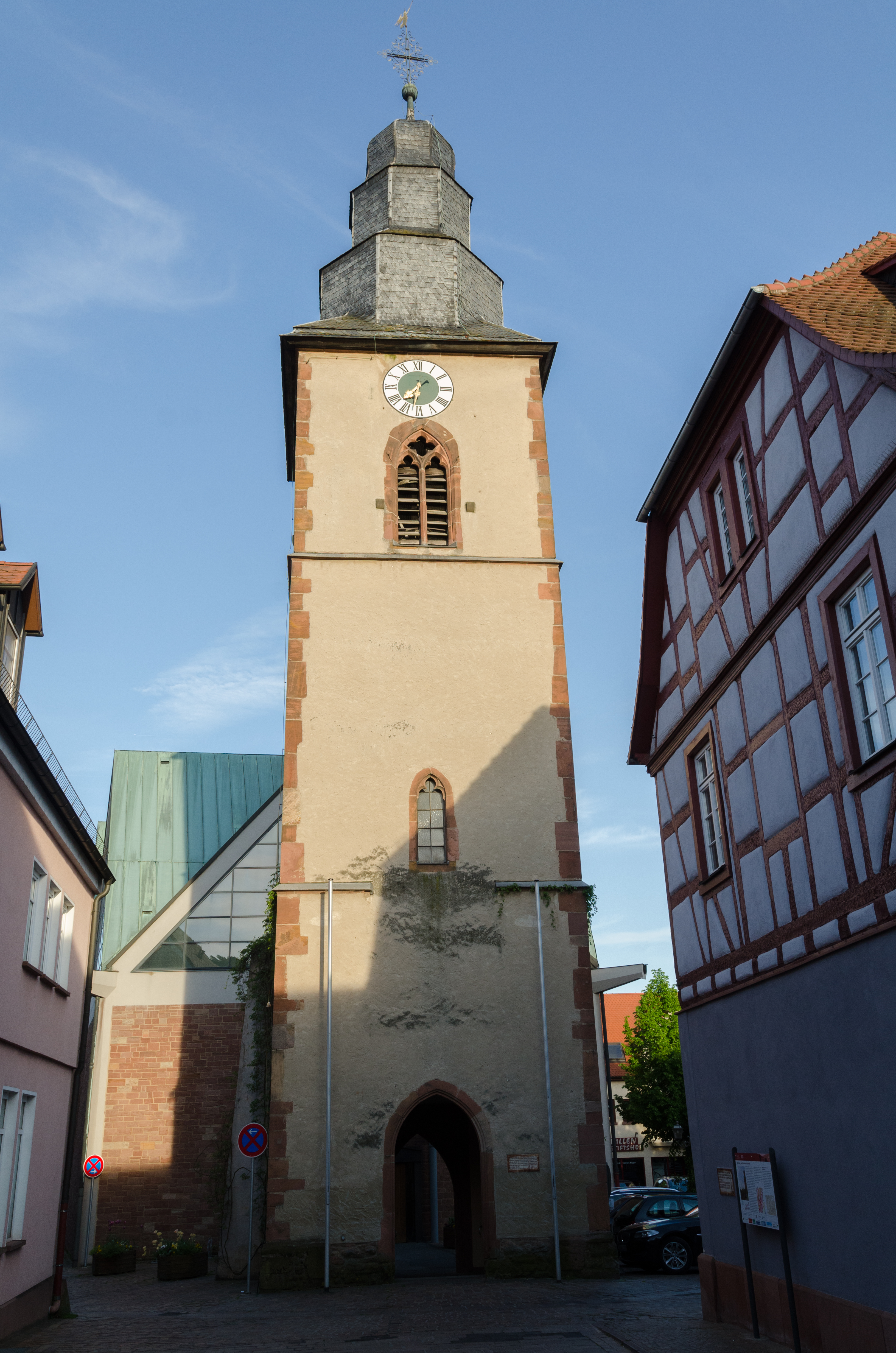
St. Peter und Paul
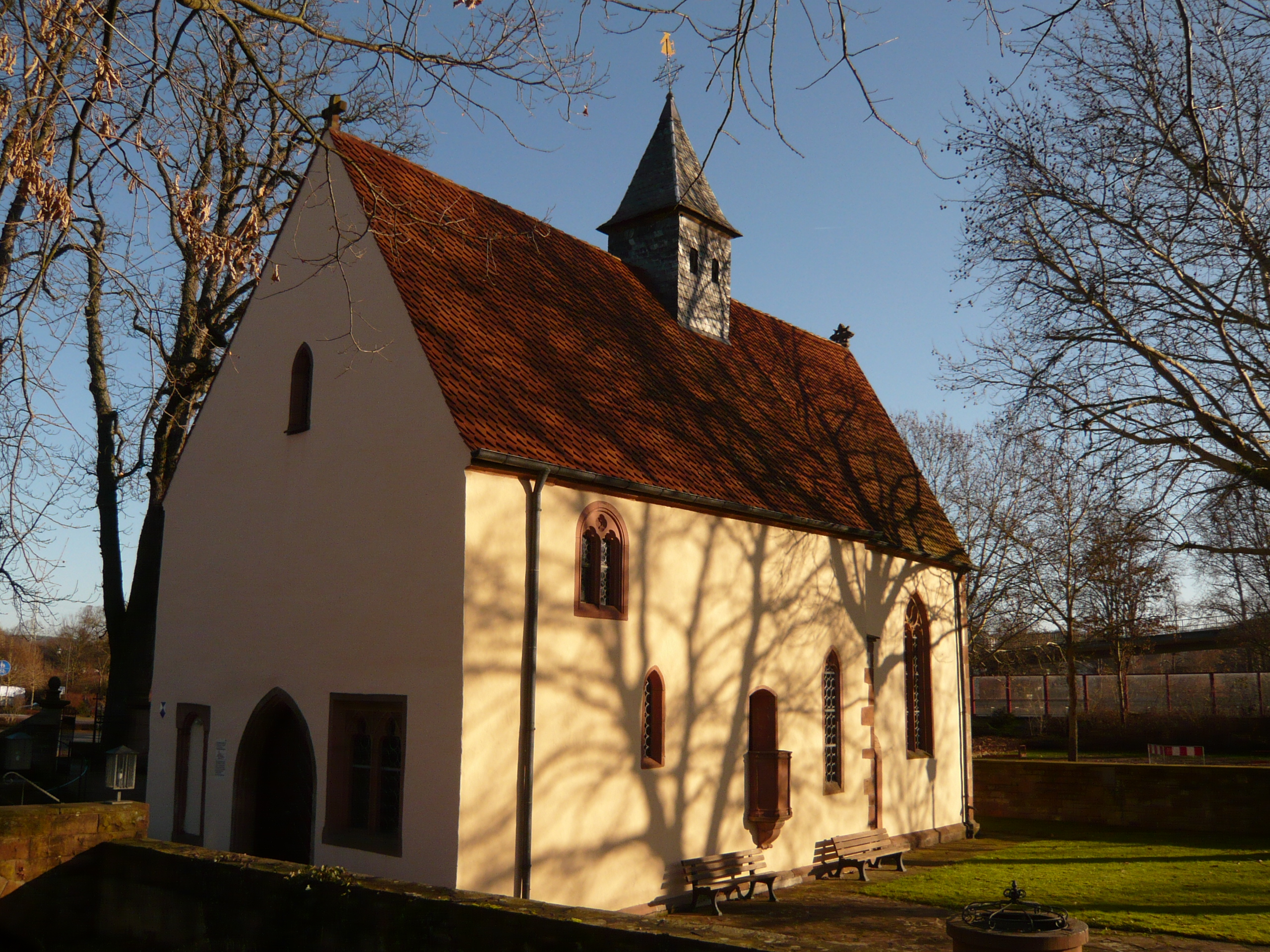
Annakapelle
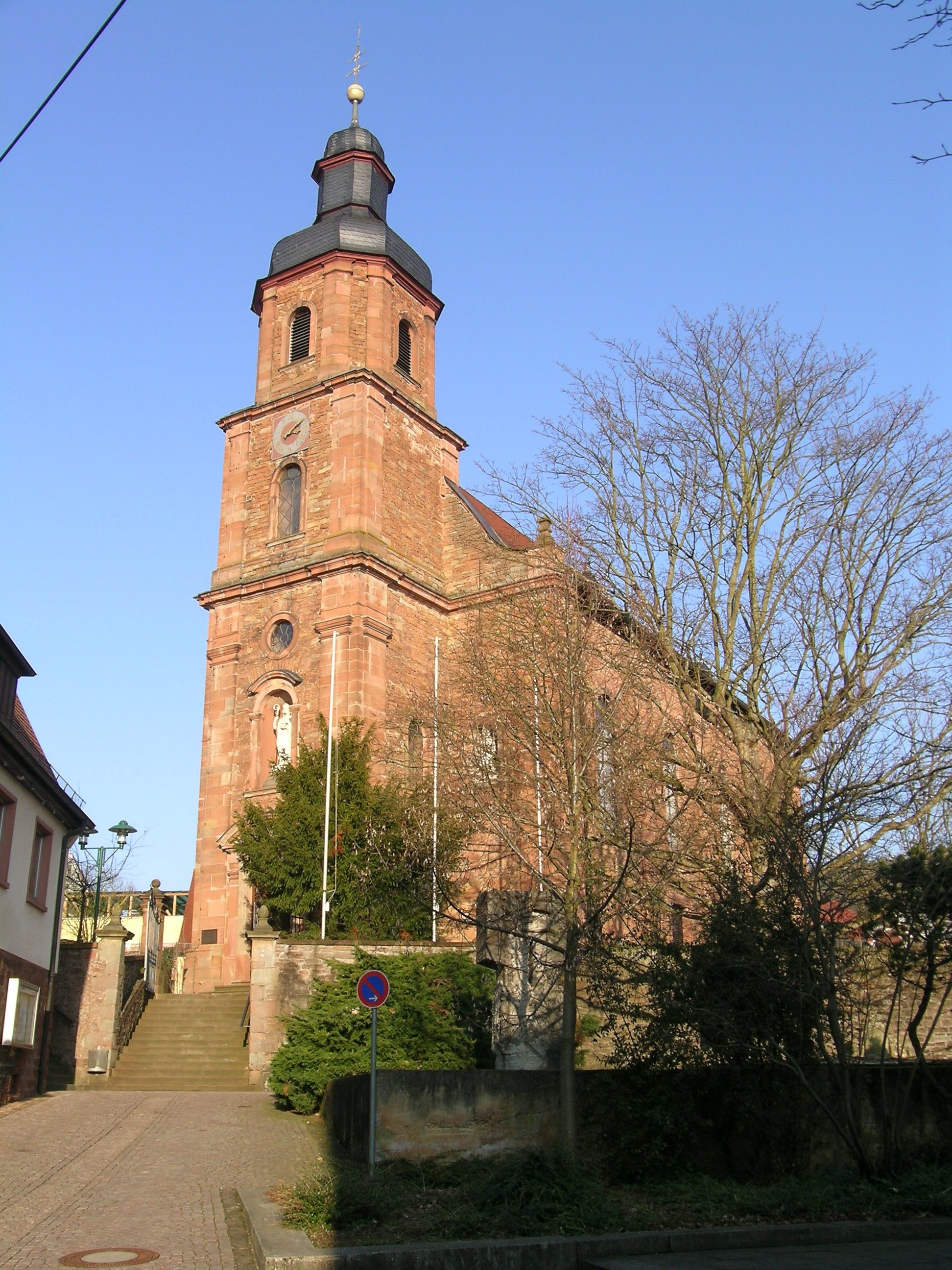
St. Martin

#### Pfarreiengemeinschaft Großwallstadt – Niedernberg
- Pfarrei St. Mariä Himmelfahrt und St. Peter und Paul Großwallstadt
- Pfarrei St. Cyriakus Niedernberg

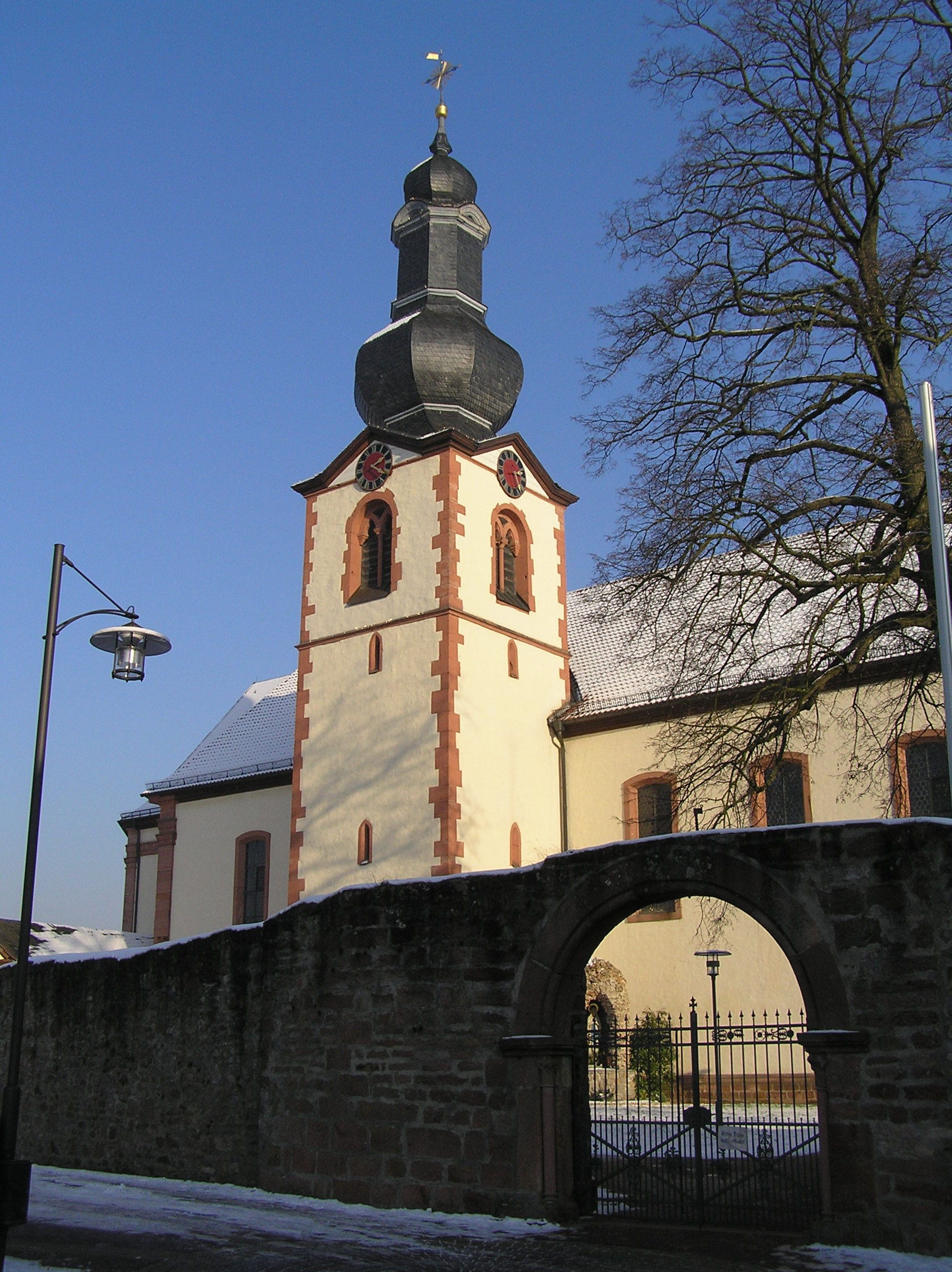
Mariä Himmelfahrt
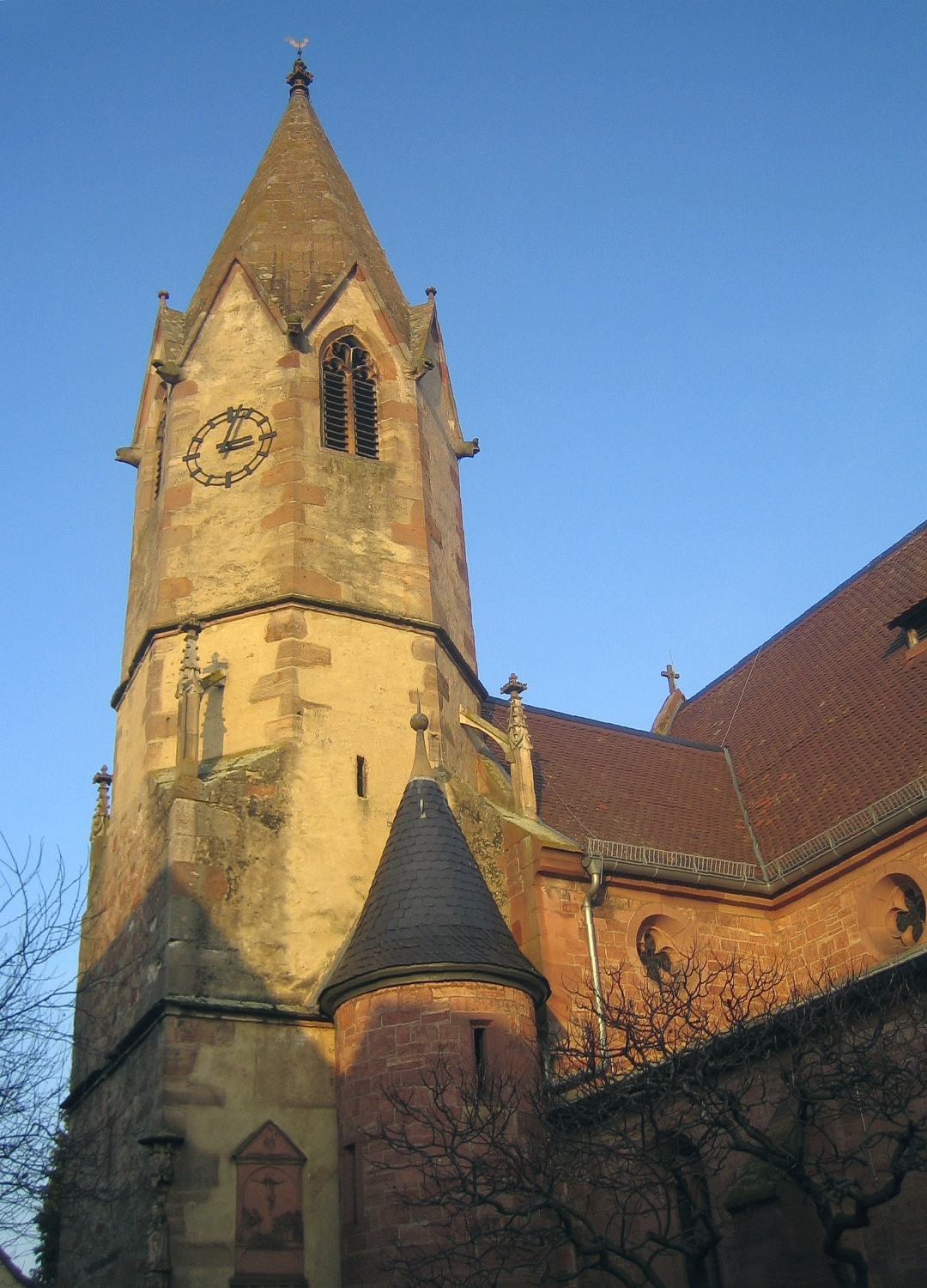
St. Cyriakus

#### Pfarreiengemeinschaft Maria im Grund (Leidersbach)
- Pfarrei St. Jakobus der Ältere Leidersbach mit St. Barbara Ebersbach mit Hauskapelle im Jugend- und Bildungshaus Maria Immaculata in Ebersbach, Klosterberg
- Pfarrei St. Laurentius Roßbach mit St. Rochus Volkersbrunn

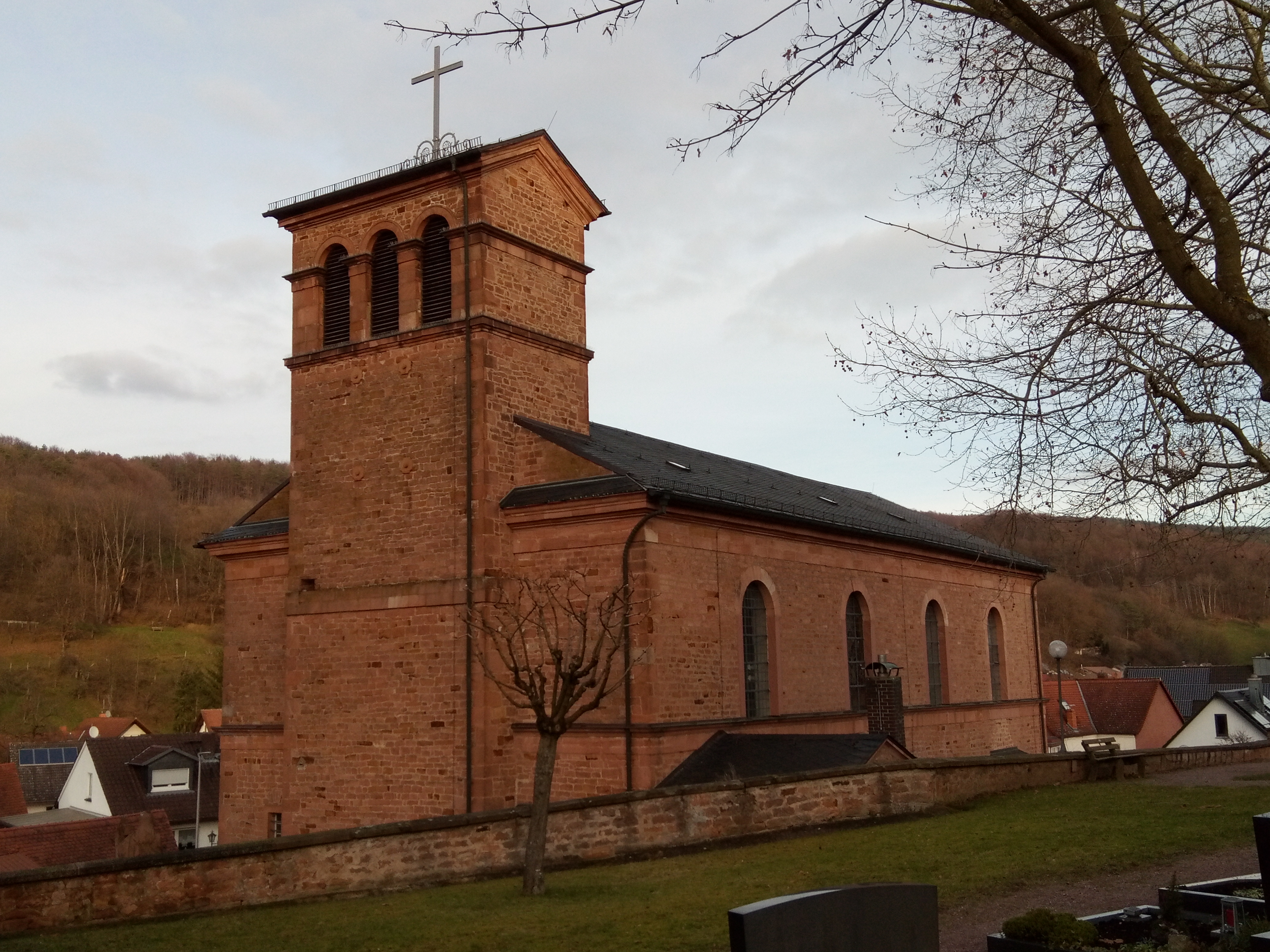
St. Jakob

#### Pfarreiengemeinschaft St. Christophorus Sulzbach
- Pfarrei St. Anna Sulzbach am Main mit St. Wendelin Dornau,
- Kuratie St. Maria Magdalena Soden mit Parkkapelle St. Antonius am ehemaligen Kinderkurheim Bad Sodenthal

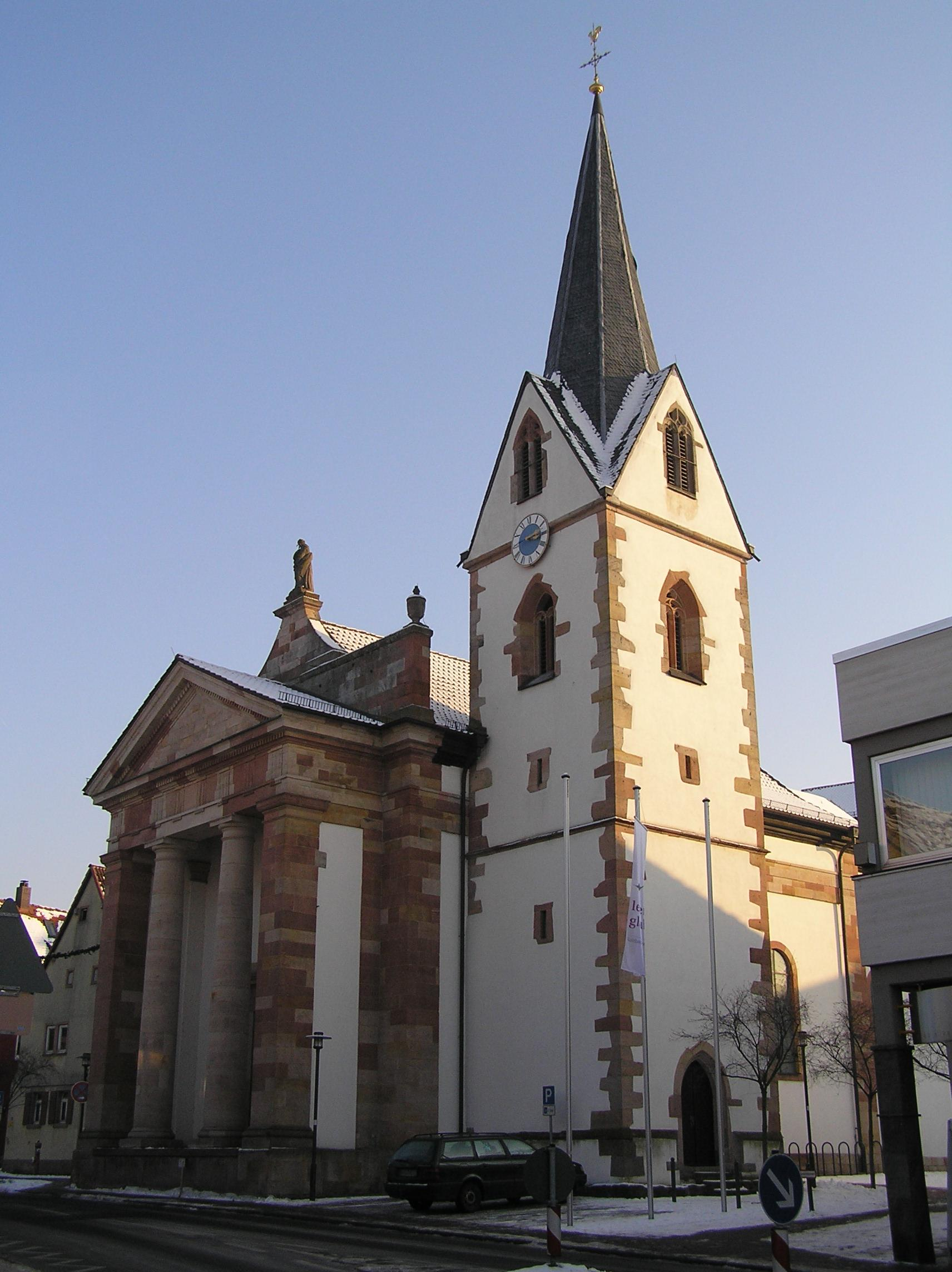
St. Margaretha (alt)
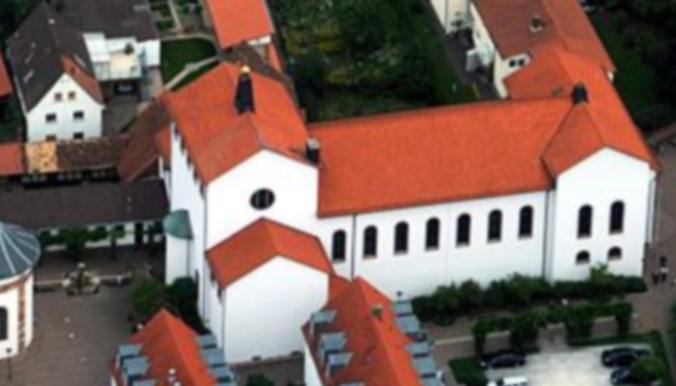
St. Margaretha (neu)
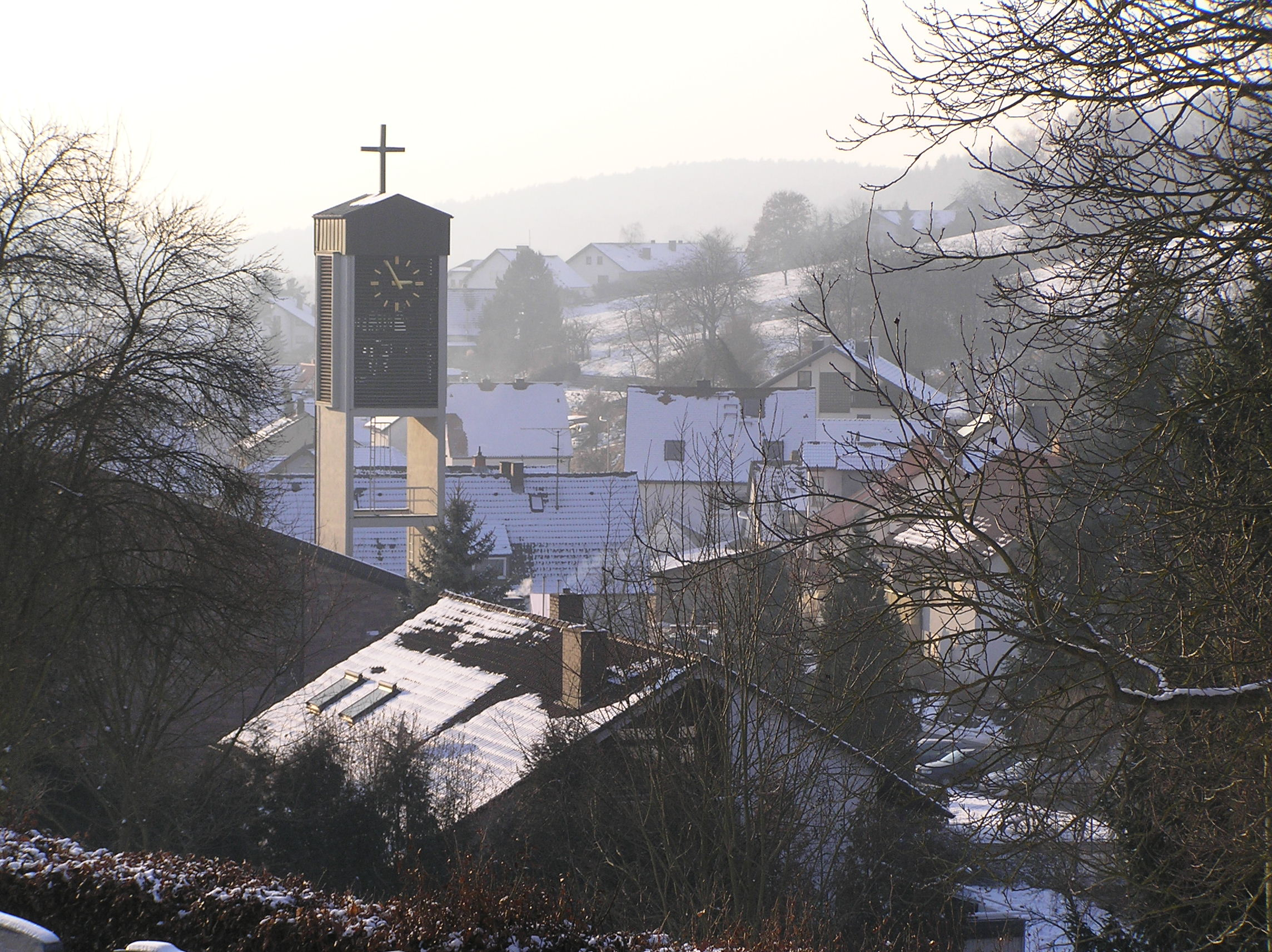
St. Maria Magdalena

#### Pfarreiengemeinschaft Christus Salvator Elsenfeld
- Pfarrei Christkönig und St. Josef der Bräutigam Elsenfeld mit St. Barbara Eichelsbach
- Pfarrei St. Pius Rück-Schippach mit St. Antonius von Padua Schippach, St. Johannes der Täufer Rück und Wallfahrtskirche St. Sebastian, St. Anna und St. Nikolaus Kloster Himmelthal

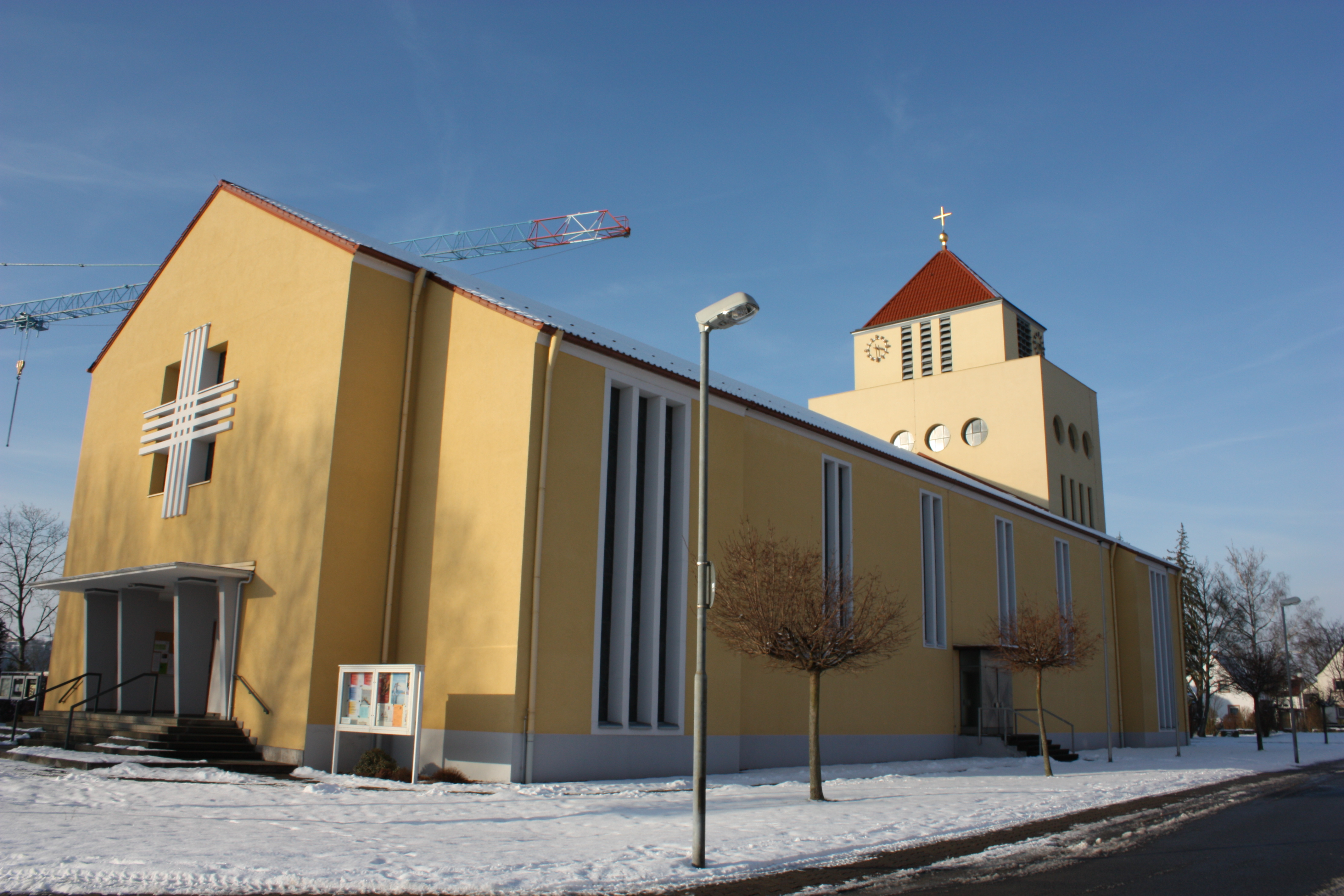
Christkönigskirche
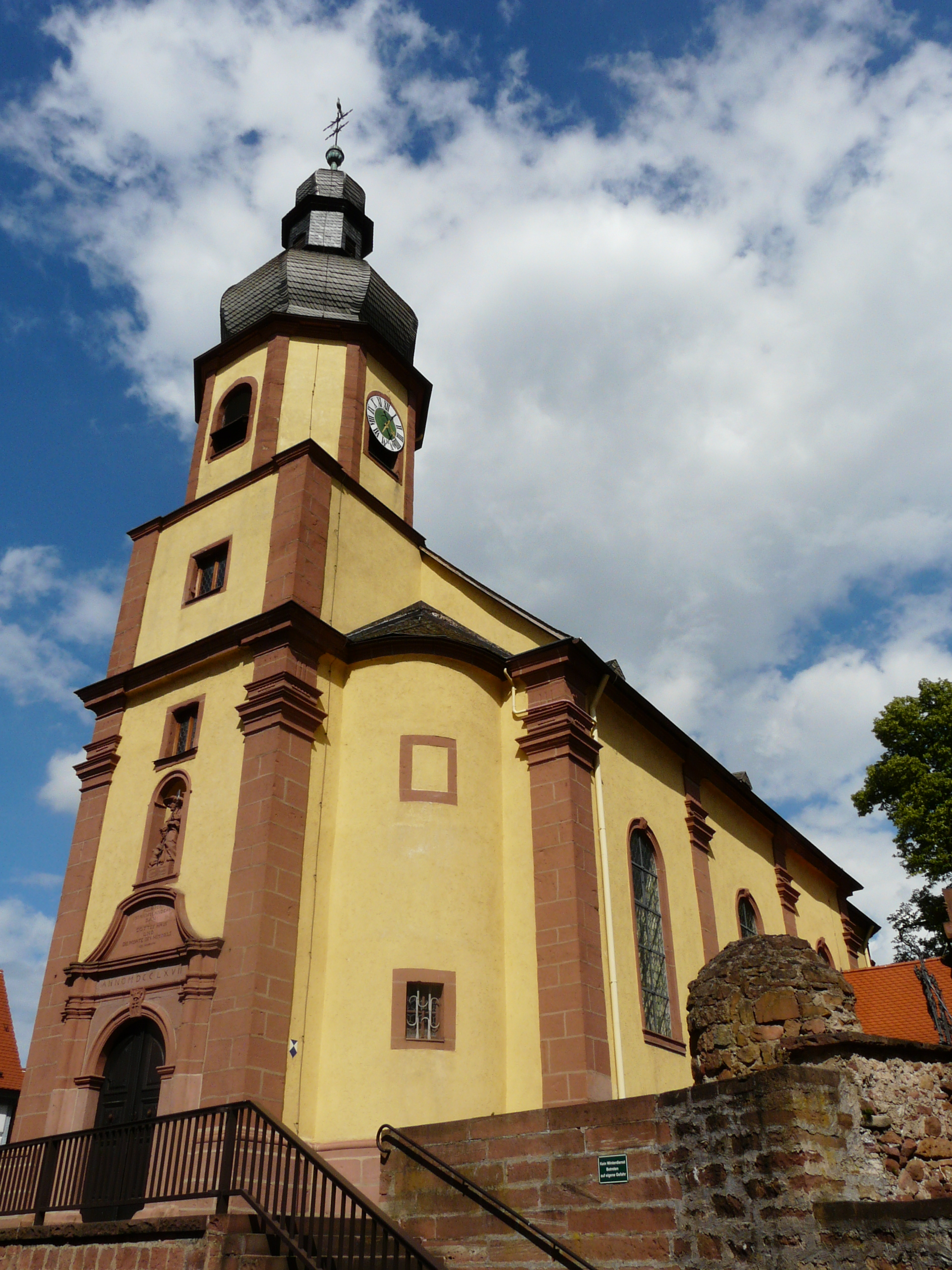
St. Gertraud (alte Kirche)
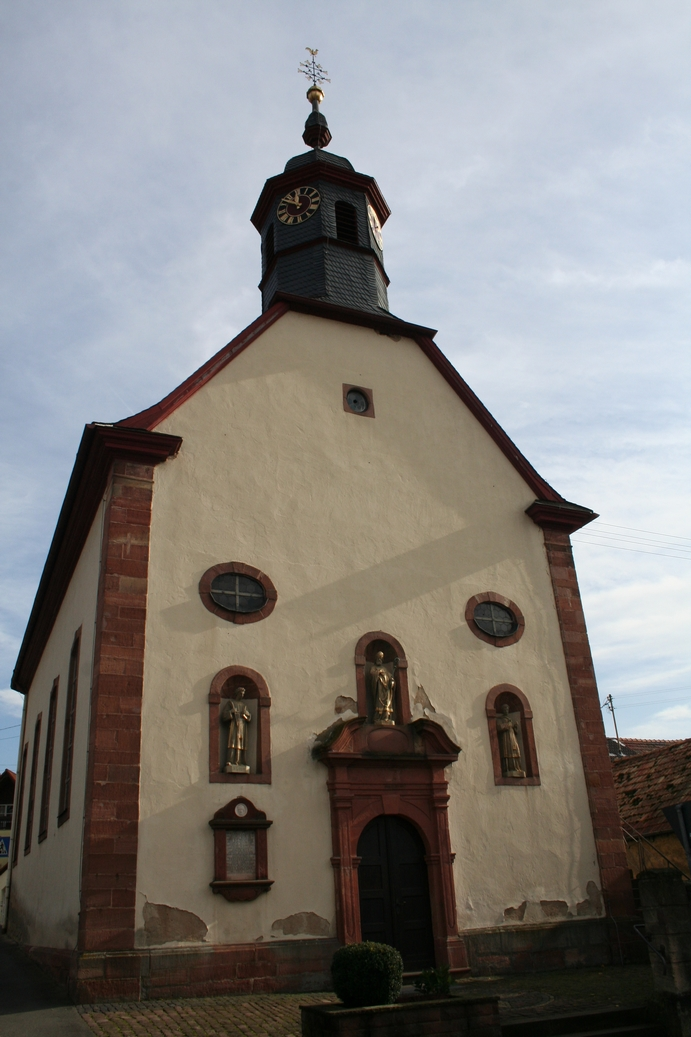
St. Johannes der Täufer

#### Pfarreiengemeinschaft Christi Himmelfahrt (Kleinwallstadt)
- Pfarrei St. Peter und Paul Kleinwallstadt mit St. Joseph-Kapelle in der Rohe'schen Altenheim-Stiftung
- Kuratie St. Michael Hausen

Pfarrer ist Dekan Markus Lang

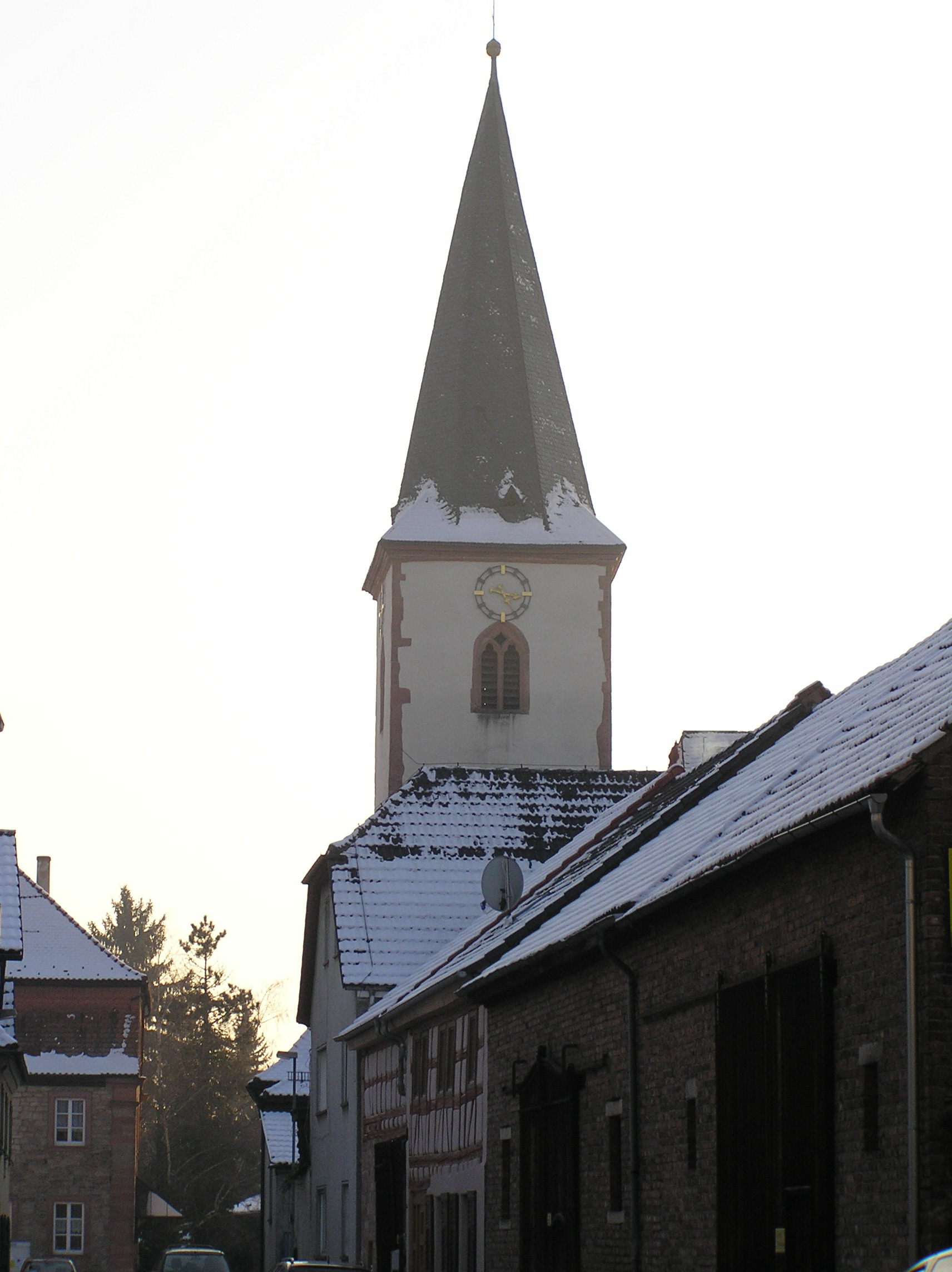
St. Peter und Paul
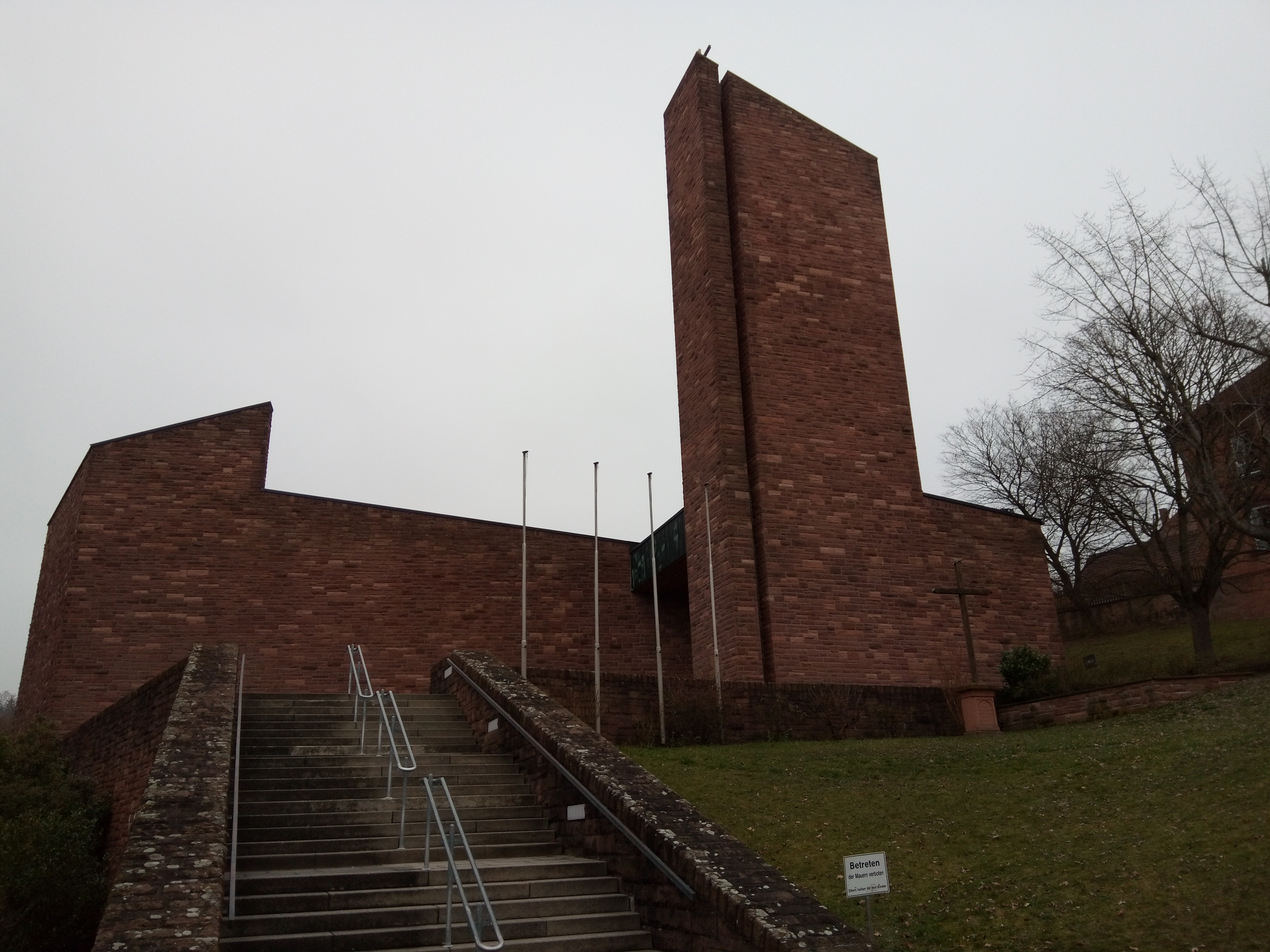
St. Michael (neu)
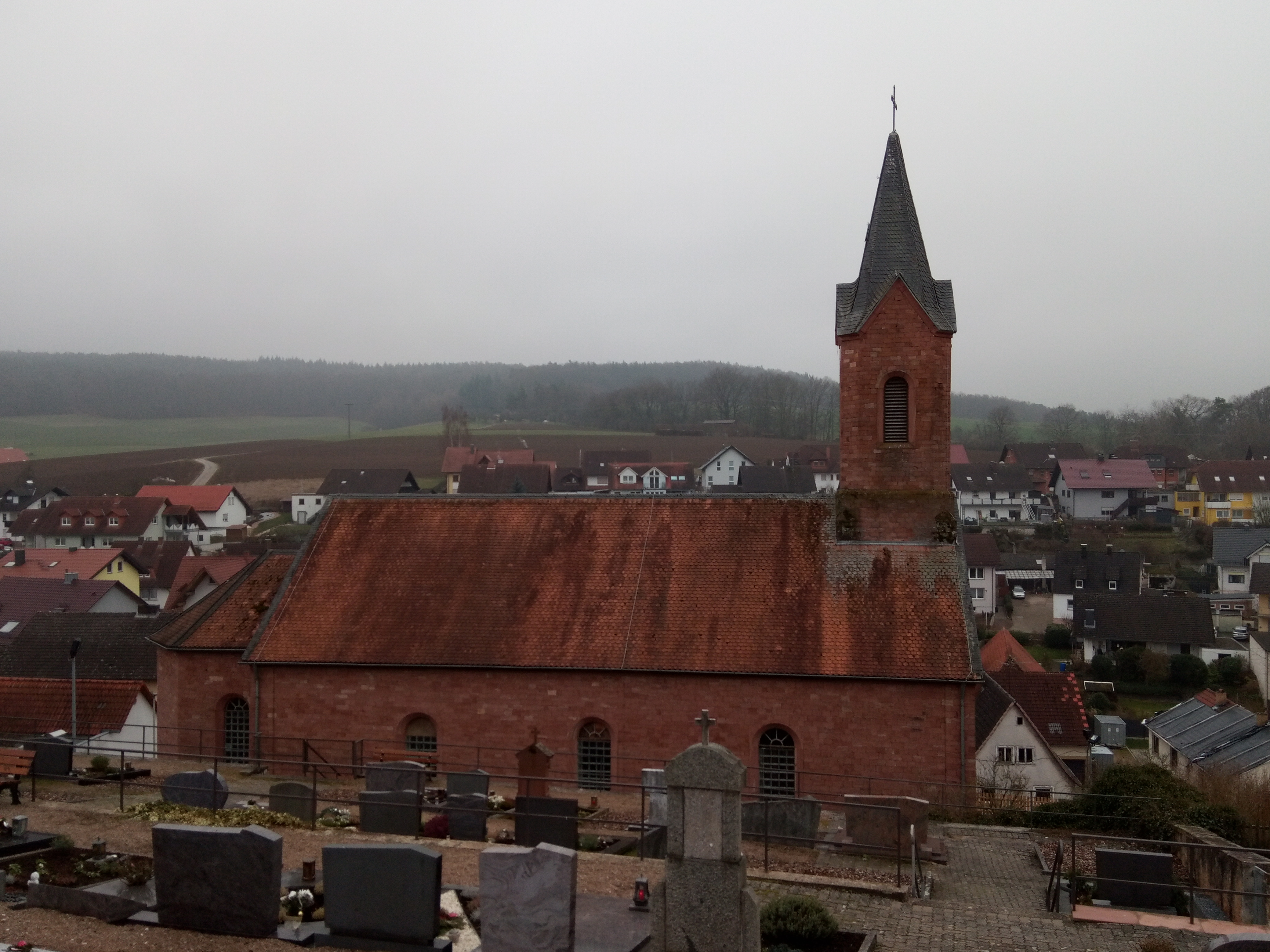
St. Michael (alt)

#### Pfarreiengemeinschaft Christus, der Weinstock Erlenbach am Main
- Pfarrei St. Peter und Paul Erlenbach am Main
- Kuratie St. Josef der Bräutigam Erlenbach am Main
- Pfarrei St. Josef der Bräutigam Mechenhard mit St. Karl Borromäus Streit

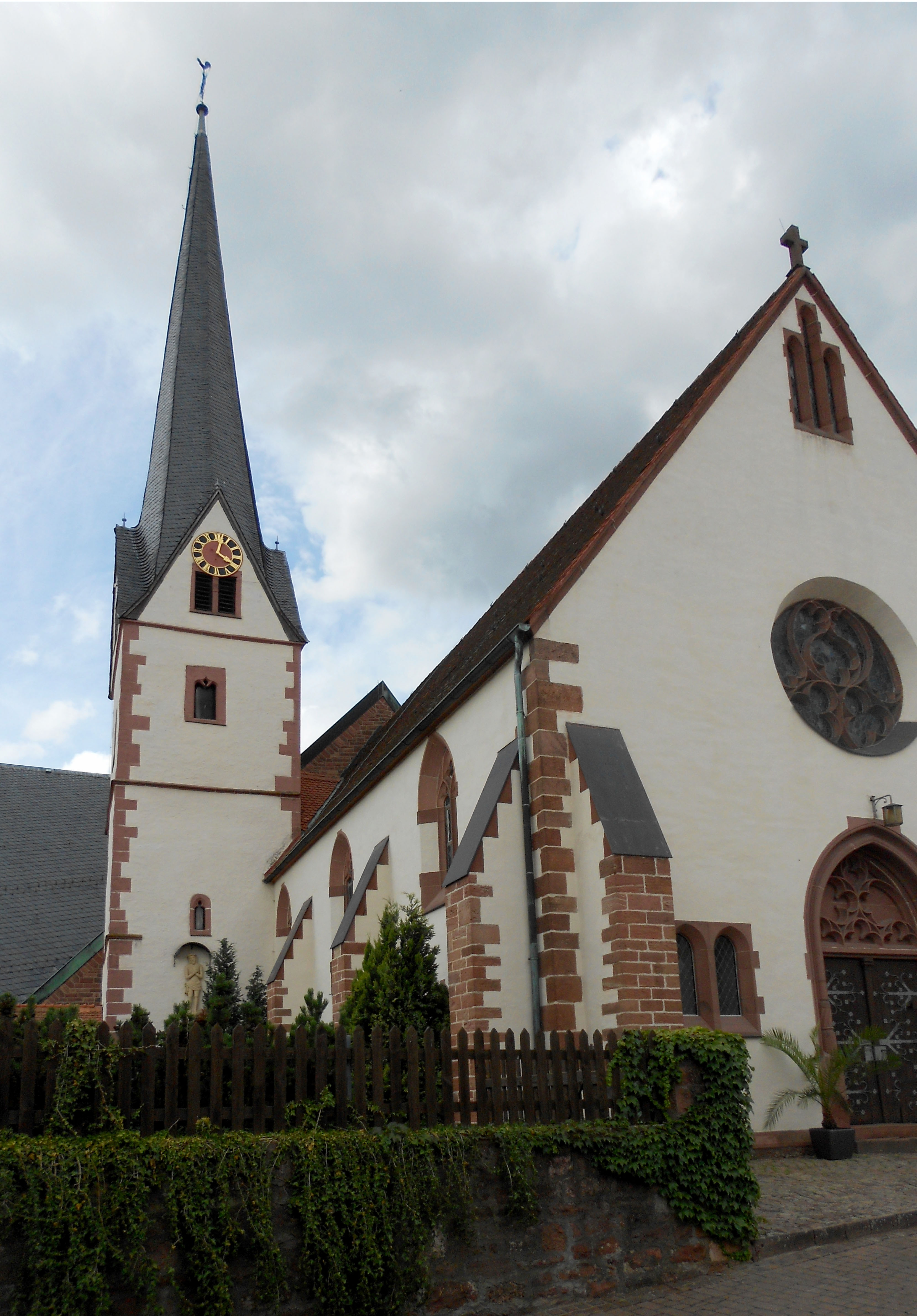
St. Peter und Paul
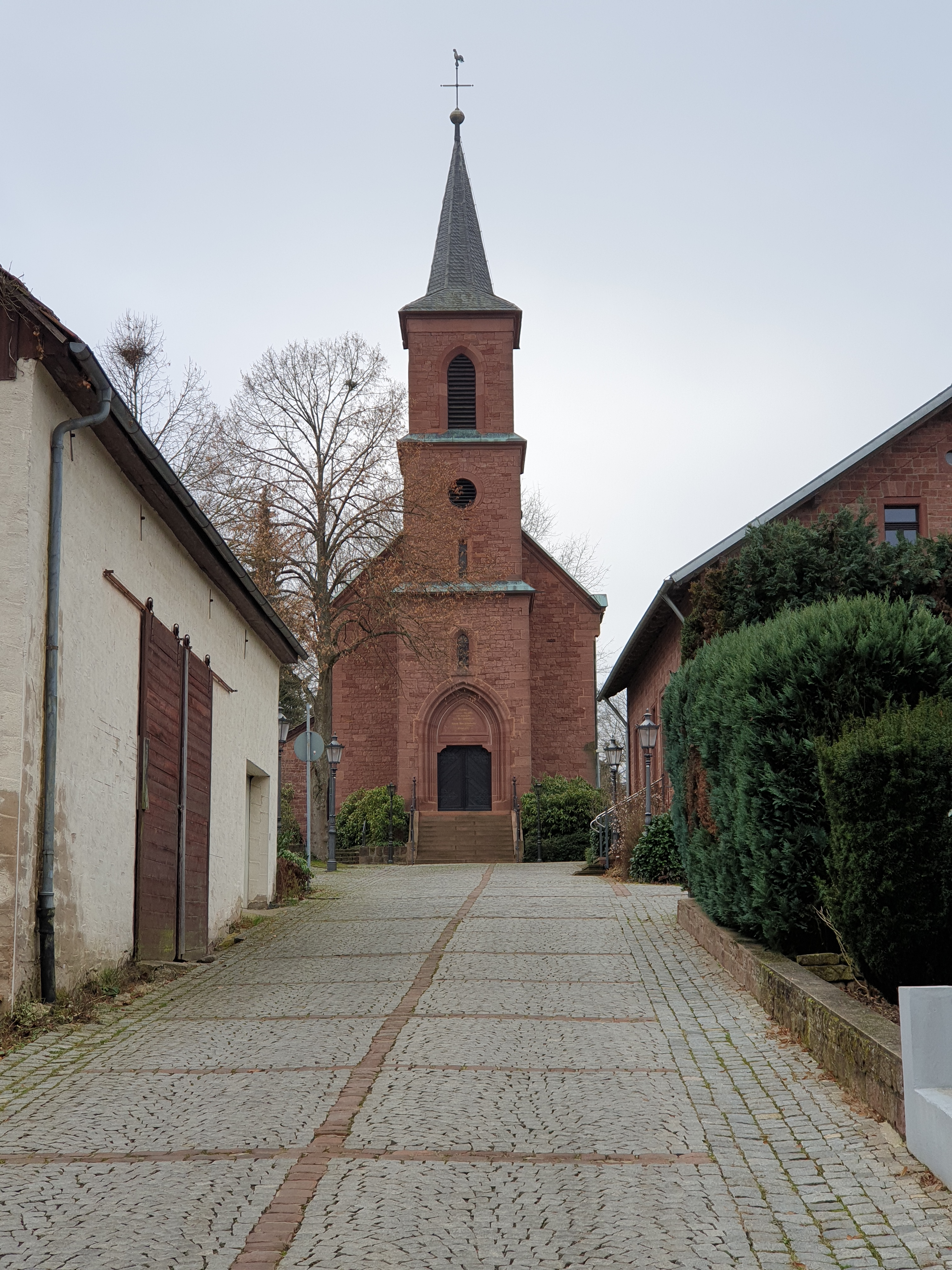
St. Karl-Borromäus

#### Pfarreiengemeinschaft St. Wendelinus (Röllbach)
- Pfarrei St. Johannes der Täufer Mönchberg mit Wendelinuskapelle
- Pfarrei St. Peter und Paul und St. Margareta Röllbach mit Wallfahrtskapelle Maria Schnee
- Kuratie St. Johannes der Täufer und Johannes Evangelist Schmachtenberg

Pfarrer ist Franz Leipold.

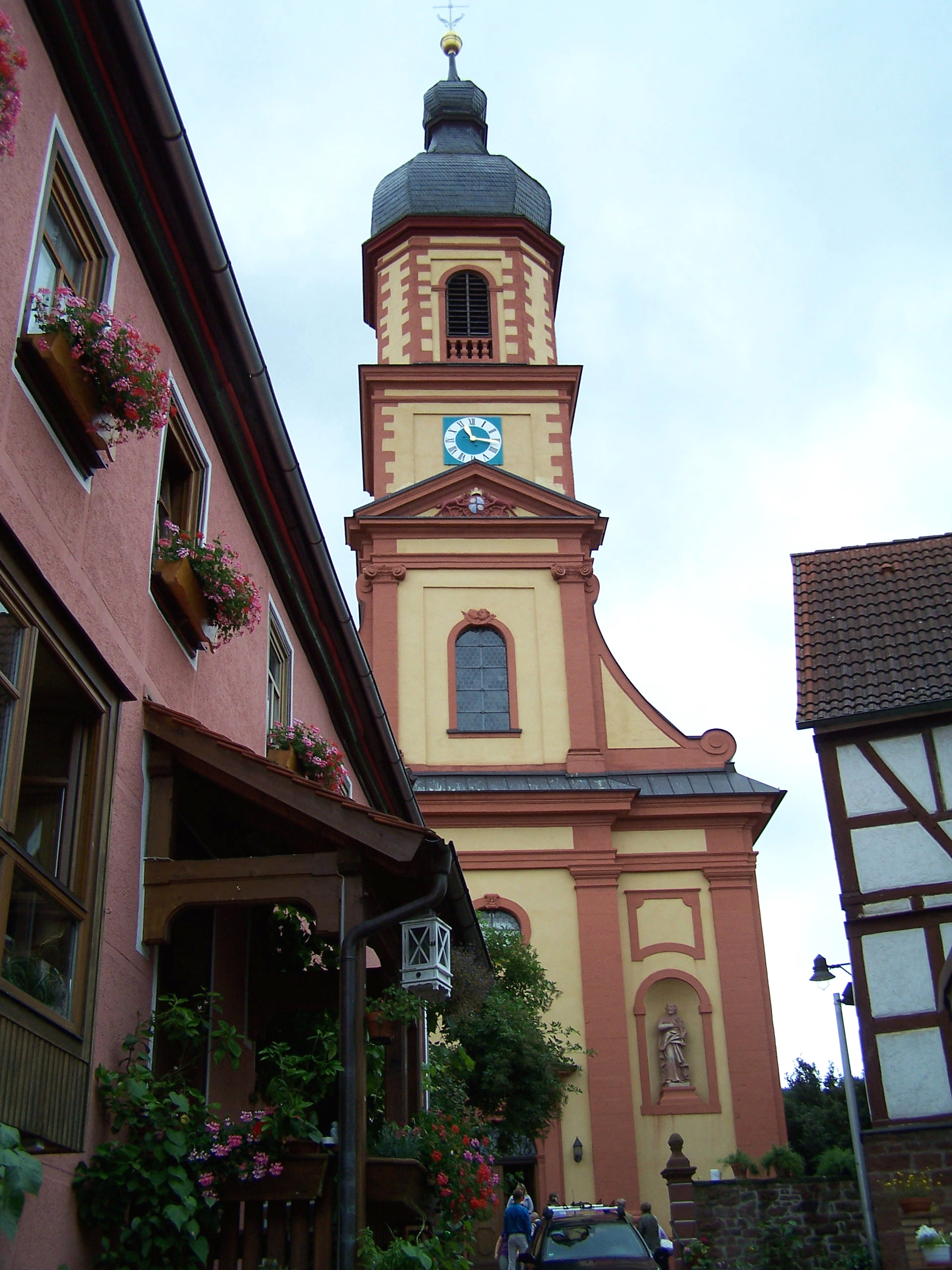
St. Johannes der Täufer
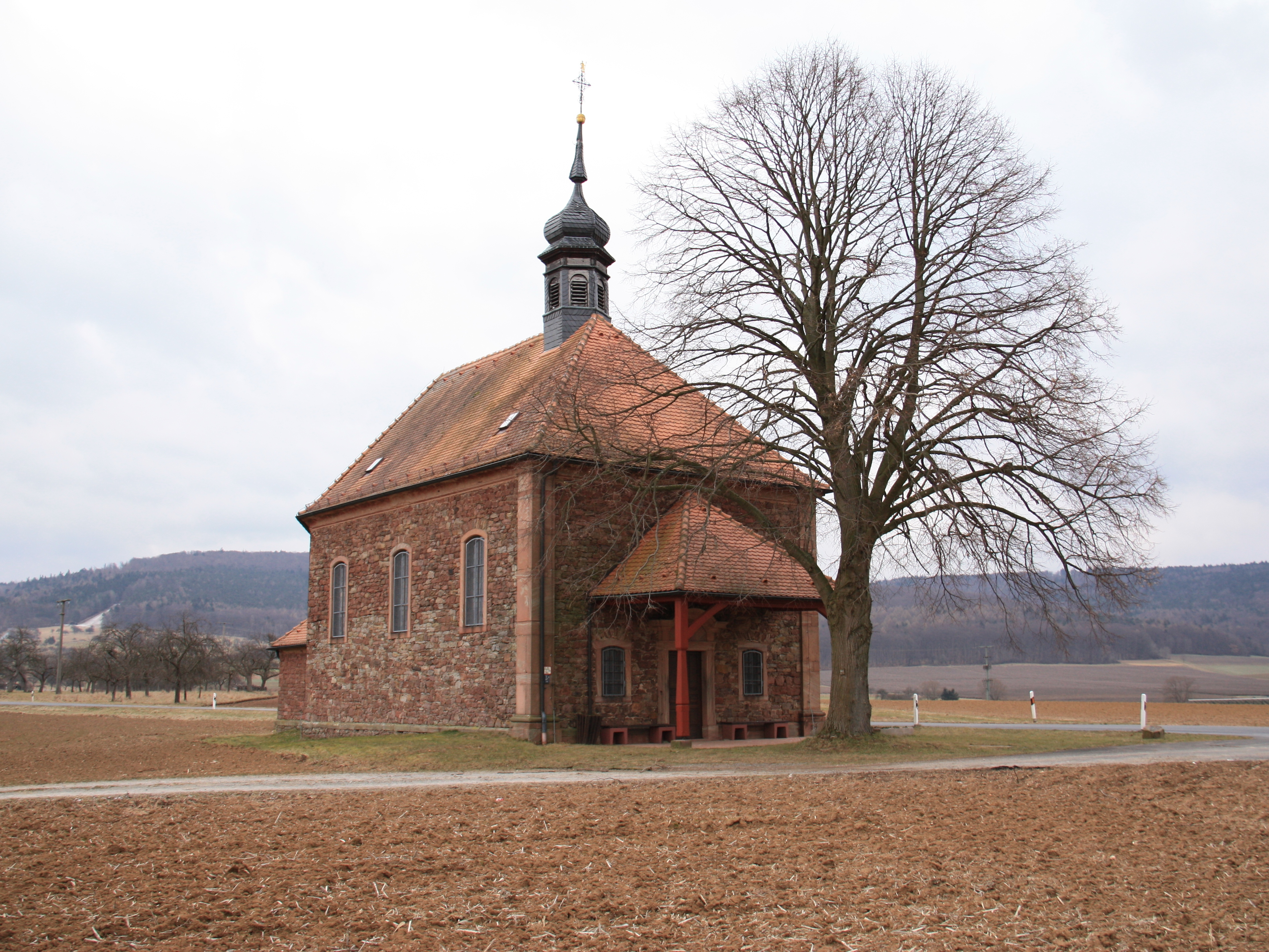
Wendelinuskapelle
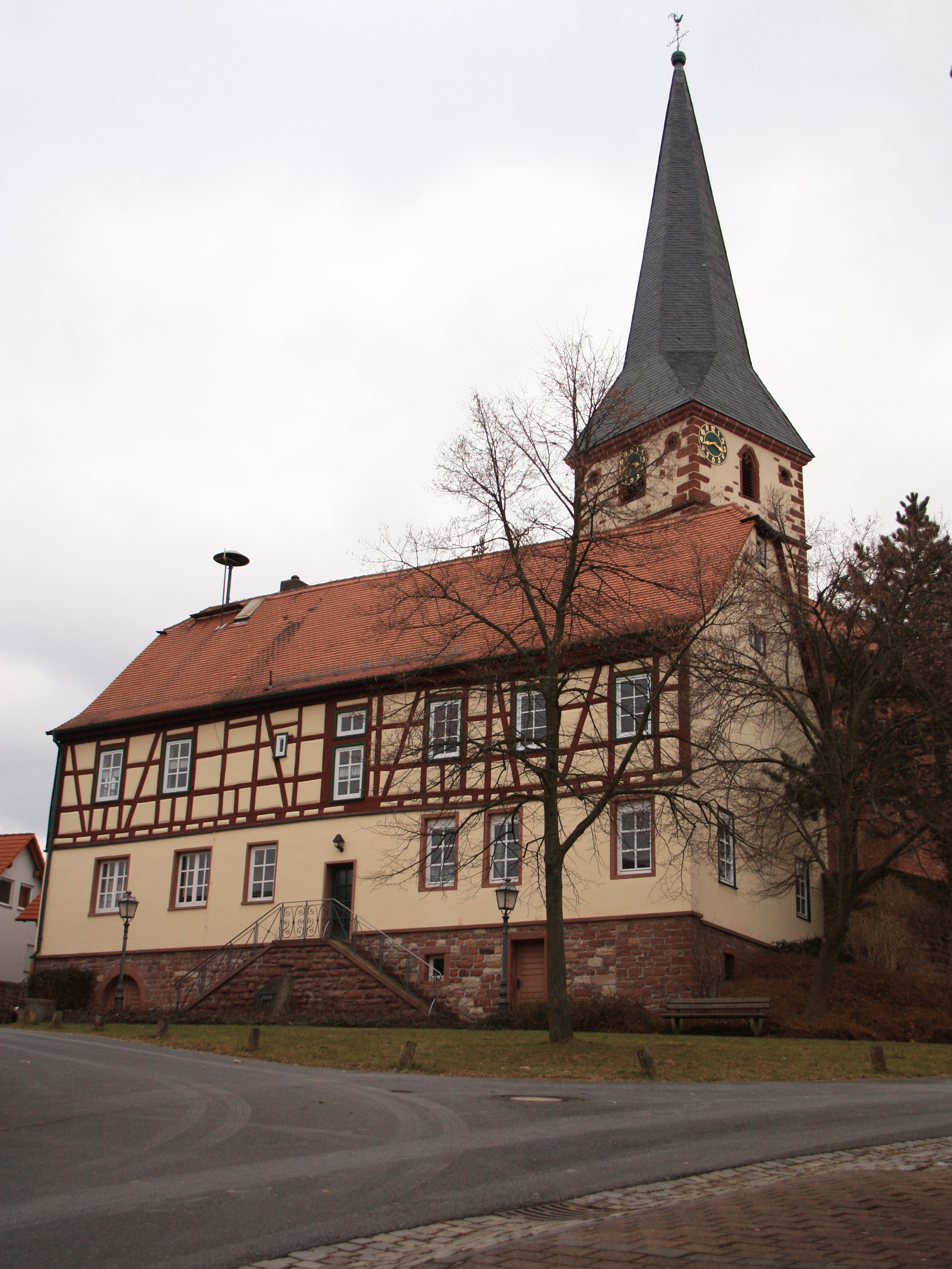
St. Peter und Paul
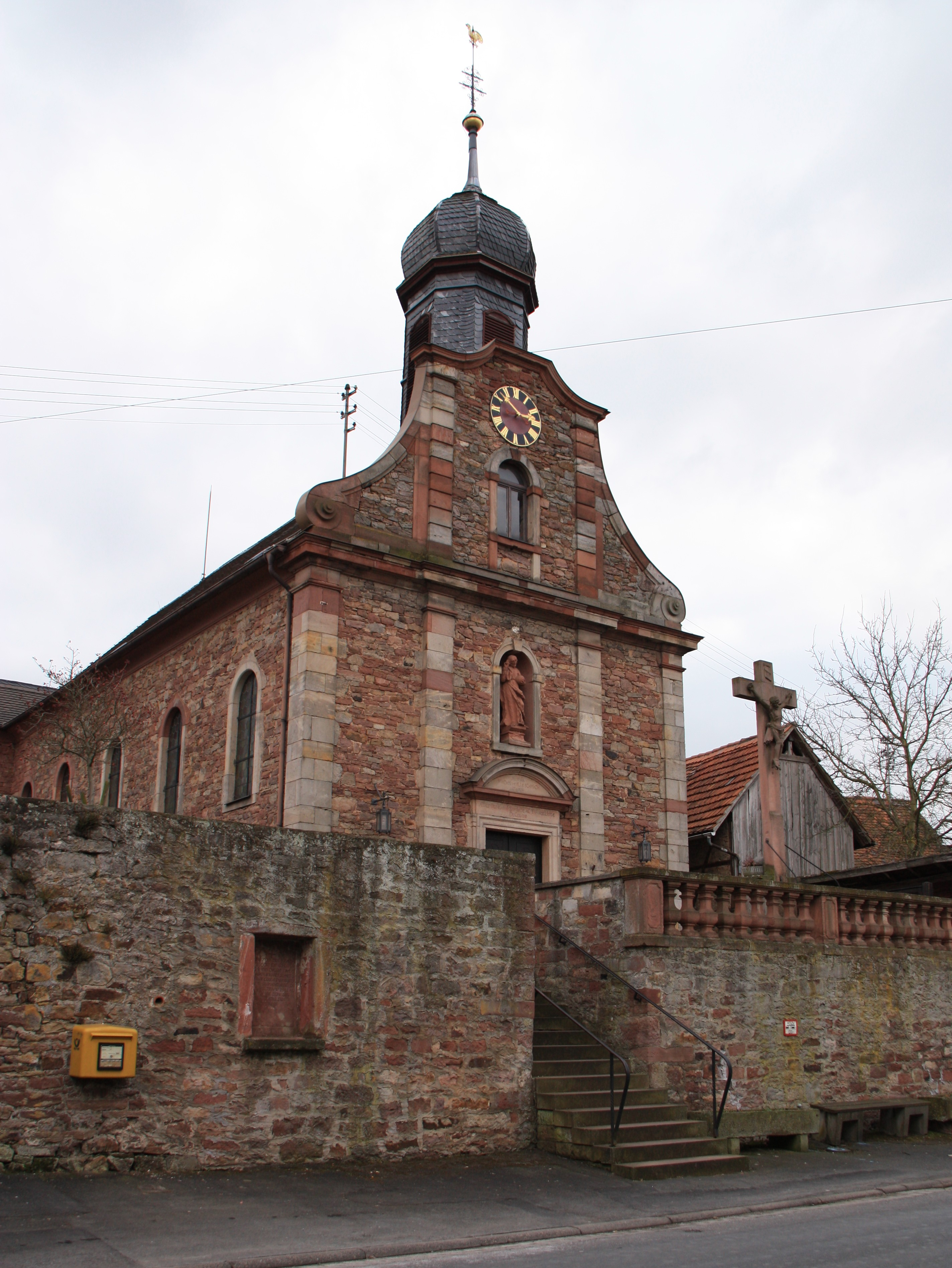
St. Johannes der Täufer und St. Johannes Evangelist

#### Pfarreiengemeinschaft St. Michael Klingenberg-Röllfeld (Klingenberg)
Die Pfarreiengemeinschaft St. Michael Klingenberg-Röllfeld wurde ab 1987 von Pfarrer Dieter Michael Feineis aufgebaut.
- Pfarrei St. Pankratius Klingenberg am Main
- Pfarrei Mariä Himmelfahrt Röllfeld
- Pfarrei St. Maria Magdalena Trennfurt

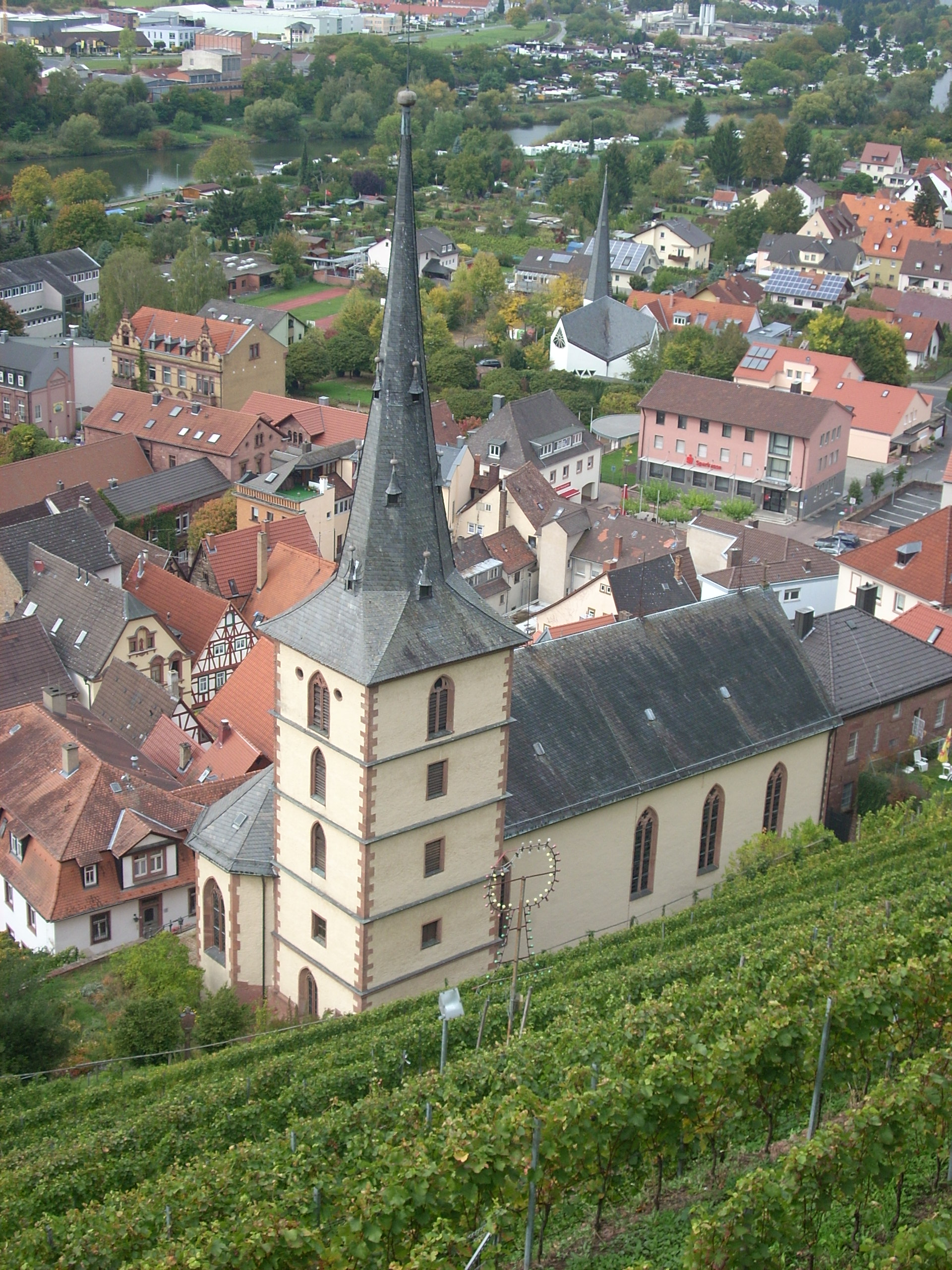
St. Pankratius
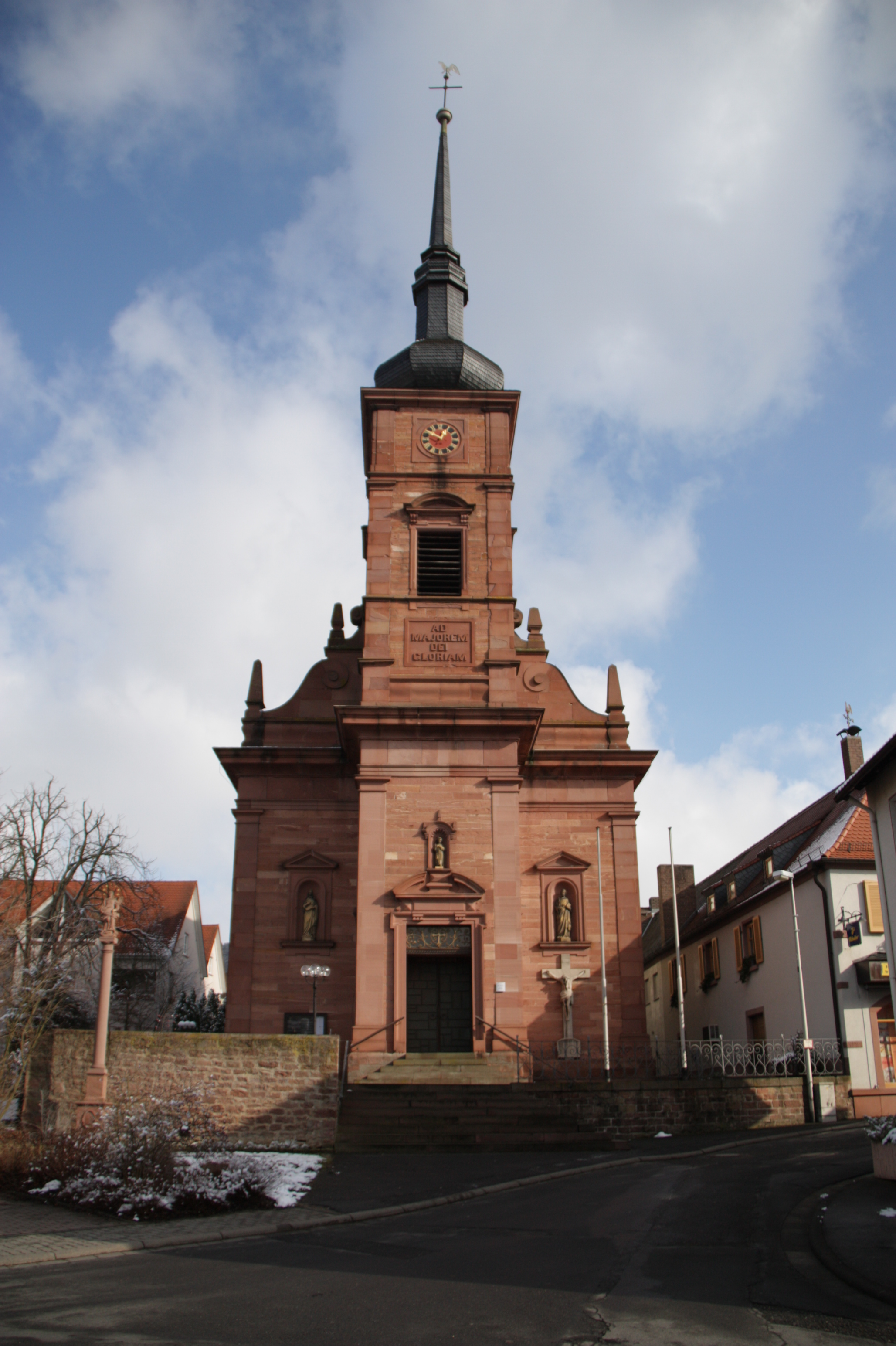
Mariä Himmelfahrt
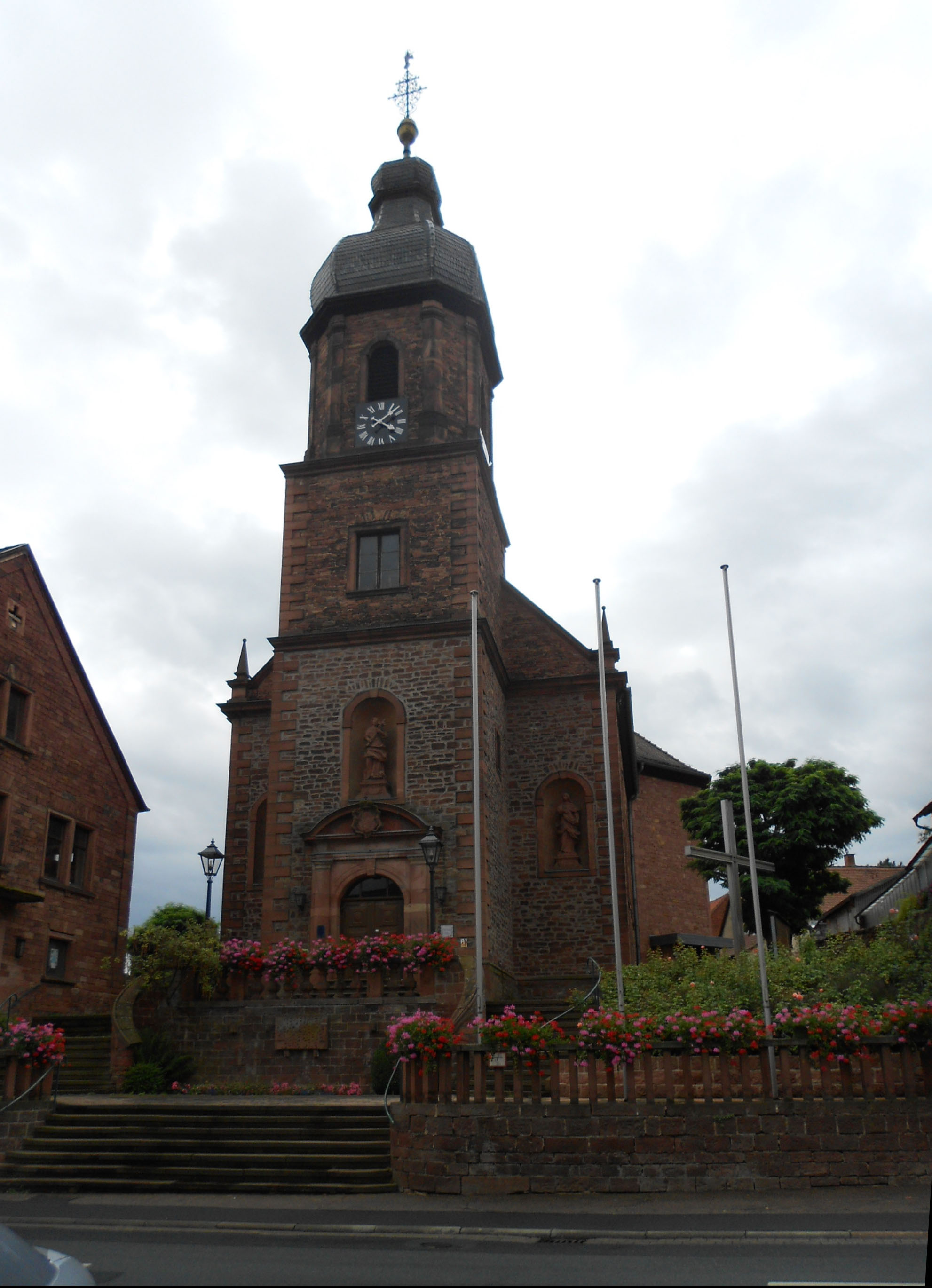
St. Maria Magdalena

### Einzelpfarreien

#### Einzelpfarrei Sommerau
- Pfarrei St. Laurentius Sommerau mit der Filiale Mariä Heimsuchung Hobbach

Pfarradministrator ist Franz Leipold.

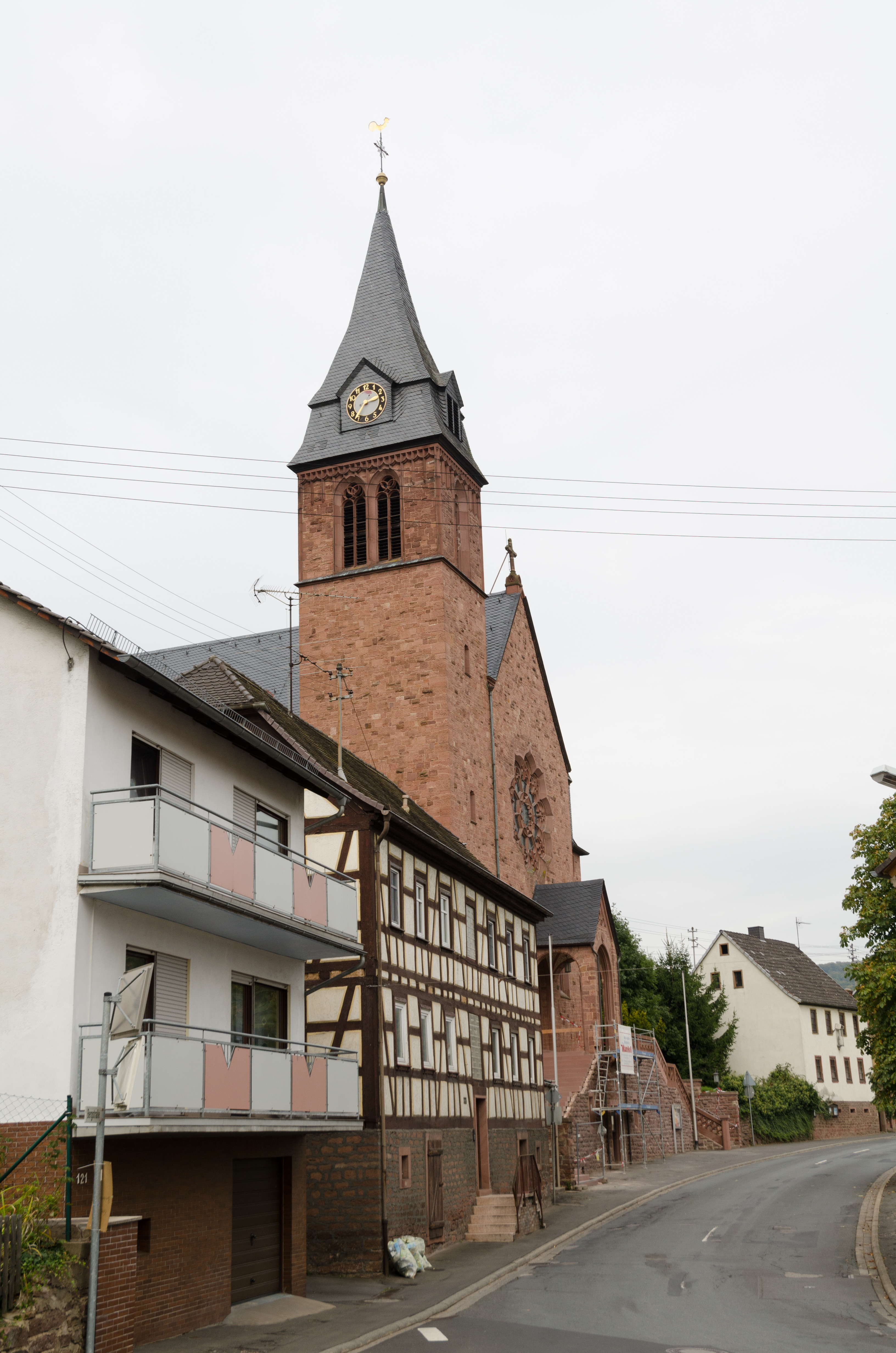
St. Laurentius
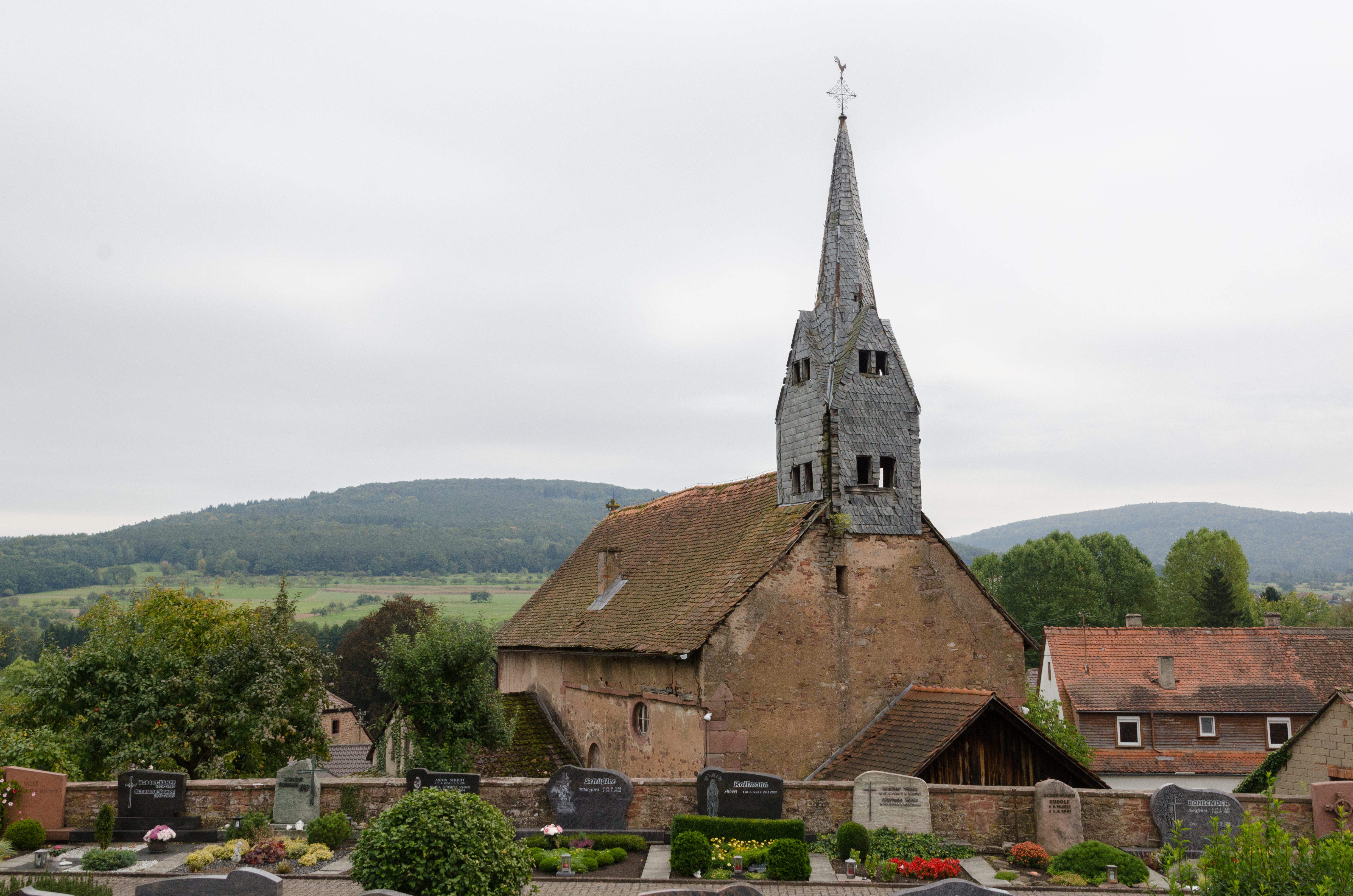
St. Laurentius (alt) 14. Jhdt.
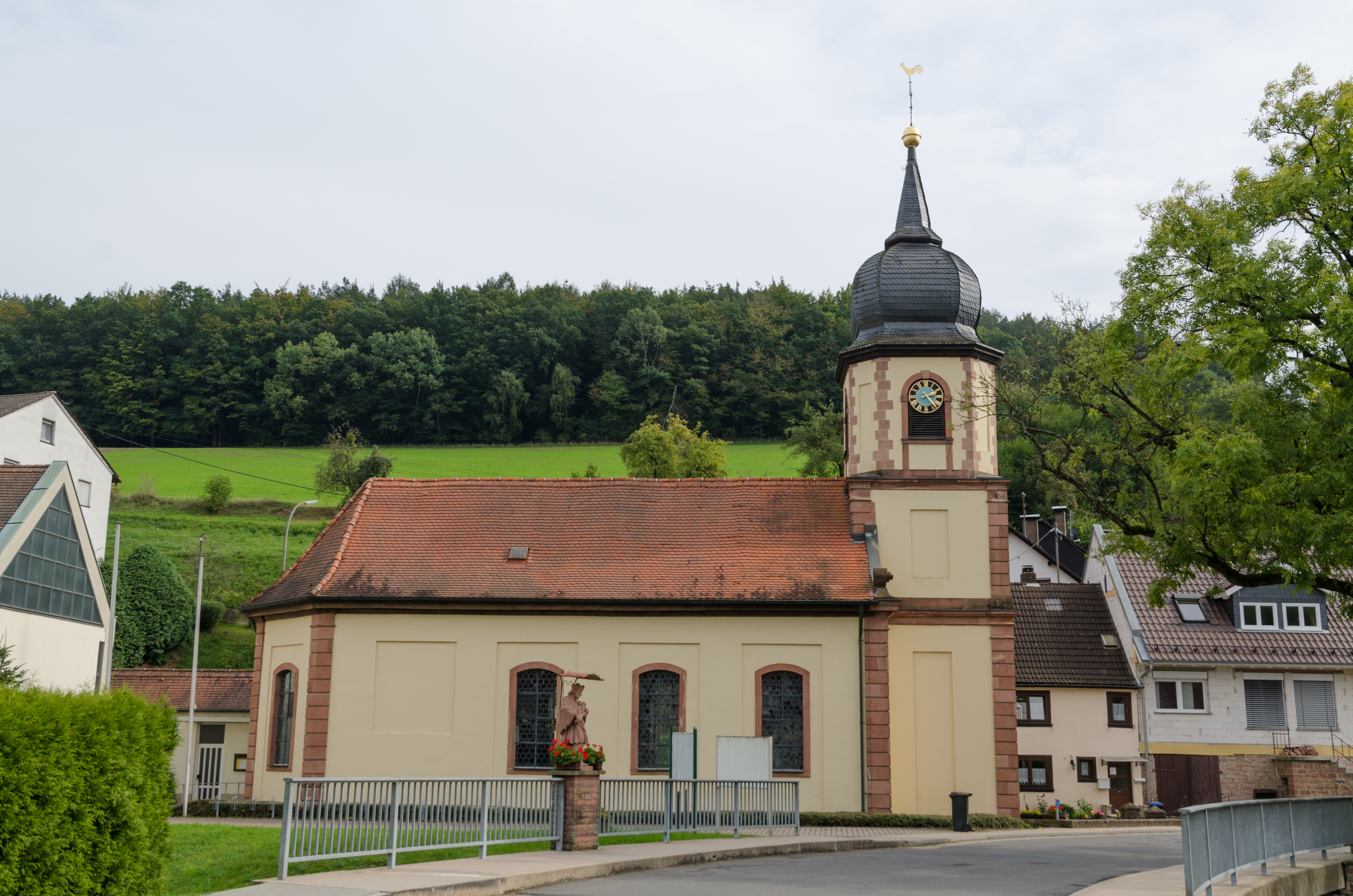
St. Johannes der Täufer (Hobbach)

#### Einzelpfarrei Wörth
- Pfarrei St. Nikolaus Wörth am Main

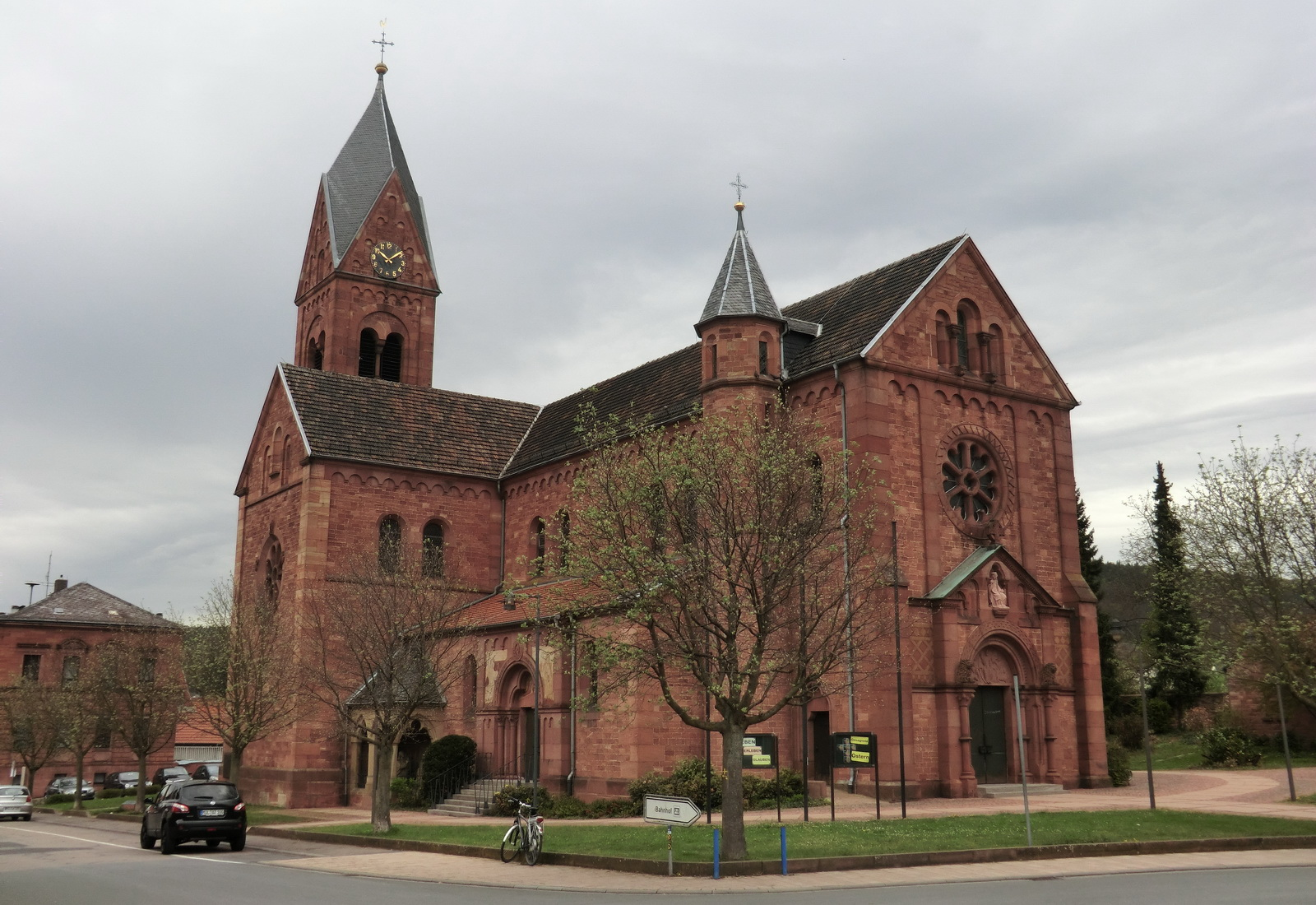
St. Nikolaus